# 卡马辛人
卡马辛人曾是一個位於薩彥嶺地區的薩莫耶德人部落，為數约500人。在17世紀時主要沿坎河和馬納河居住（今天克拉斯諾亞爾斯克邊疆區南部地區）。

## 歷史
大约在17世紀，卡马辛人迁徙并定居在坎河及馬納河流域。
在19世紀后期，卡马辛人分化成两个族群：泰卡林卡马辛人和草原卡马辛人。泰卡林卡马辛人从事狩猎、馴鹿饲养和捕鱼活动。他们直至20世纪初期讲一种萨莫耶德语言。草原卡马辛人从事畜牧、馴馬、耕種及狩獵活动。他们以前讲萨莫耶德语言，但后来转向使用哈卡斯语，并至今仍在使用。
很多卡马辛人在20世纪末期已经同化成俄罗斯农民群体。一些卡马辛人则被突厥化而同化成哈卡斯人的科伊巴尔人分支。现今，卡马辛人在民族划分上划为俄罗斯人或哈卡斯科伊巴尔人。
20世紀初，芬蘭語言學家凯·东内尔是当时有關卡馬斯語和卡马辛人民俗的著名学者。后来在1960至1970年代，愛沙尼亞語言學家阿戈·金纳普（Ago Künnap）在最后一批卡马辛人之中展开调研工作。最後一位讲卡馬斯語的人克拉夫季娅·普洛特尼科娃於1989年去世，享年94歲。在俄罗斯卡马辛人不再被认为是一个现存的民族，但在2010年人口普查中有两人宣称他们的民族成分是卡马辛人。

## 外部連結
- Article on Red Book of the Peoples of the Russian Empire （页面存档备份，存于）
- А. Я. Тугаринов. Последние калмажи.  М., 1926. （页面存档备份，存于）